# اندیس شیخ علی ۱
شیخ علی ۱ یک اندیس فلزی است که در حوالی شهر بزار استان هرمزگان قرار دارد و مادهٔ معدنی موجود در آن، مس است.سنگ میزبان این اندیس سنگهای دگرگونی ، بازیک خروجی است و دیرینگی آن به دوران پرکامبرین می‌رسد. در این اندیس، پاراژنز‌های پیریت یافت می‌شوند.